# Dyscrasite
La dyscrasite est une espèce minérale composée d'antimoniure d’argent de formule Ag3Sb, pouvant contenir des traces de mercure (Hg).

## Inventeur et étymologie
Décrite par François Sulpice Beudant en 1832. Du grec "DYSCRASOS" = mauvais alliage, en allusion à sa teneur en antimoine. Le chimiste allemand Martin Heinrich Klaproth l'avait déjà citée dans ses analyses des échantillons du gisement type sans la décrire.

## Topotype
District minier d'Andreasberg, Hartz, Basse-Saxe, Allemagne.

## Cristallographie
- Paramètres de la maille conventionnelle : a = 2.996, b = 5.235, c = 4.83, Z = 1 ; V = 75.75
- Densité calculée = 9,76

## Gîtologie
Dans les veines minéralisées des dépôts d’argent.

## Synonymie[4]
- Argent antimonial ;
- Discrase ;
- Discrasite ;
- Stibiotriargentite.

## Gisements remarquables
En France
- Haut-Rhin, Ste Marie-aux-Mines dans deux mines : Gabe Gottes et Giftgrube
- Corrèze, Ussel, Mine Les Farges[5]
- Hautes-Pyrénées, Argelès-Gazost, Mine de Pierrefitte[6]

En Allemagne : le district minier d’Andreasberg Hartz, Base-Saxe, mais aussi la mine Wenzel, Schwarzwald, Baden-Wurttemberg.
En Tchéquie : Příbram Brod Le mine d’Uranium No 15 